# 益一哉
益 一哉（ます かずや、1954年10月17日 - ）は、日本の電子通信工学者。学位は、工学博士。東京工業大学第20代学長、一般社団法人エレクトロニクス実装学会・会長。兵庫県芦屋市出身。

## 略歴
- 1970年 芦屋市立山手中学校 卒業
- 1975年 神戸市立工業高等専門学校 電気工学科 卒業[1]
- 1975年 東京工業大学 工学部 電子物理工学科 3年次編入学
- 1977年 東京工業大学 工学部 電子物理工学科 卒業
- 1979年 東京工業大学 大学院 理工学研究科 電子工学専攻 修士課程 修了
- 1982年 東京工業大学 大学院 理工学研究科 電子工学専攻 博士後期課程 修了
- 1984年 東北大学 電気通信研究所 助手
- 1993年 東北大学 電気通信研究所 助教授
- 2000年 東京工業大学 精密工学研究所 教授
- 2009年 一般社団法人 電子情報通信学会 エレクトロニクスソサイエティ 会長[2]
- 2015年 公益社団法人 応用物理学会 副会長[3]
- 2016年 東京工業大学 科学技術創成研究院 研究院長
- 2017年 一般社団法人 エレクトロニクス実装学会 会長[4]
- 2018年 東京工業大学 学長[5]
- 2024年 産業技術総合研究所 量子・AI融合技術ビジネス開発グローバル研究センター長[6]

## 著作
- （年吉洋・町田克之 共編）「異種機能デバイス集積化技術の基礎と応用-MEMS,NEMS,センサ,CMOSLSIの融合」 シーエムシー出版 2019
- （天川修平 共著）「電子物性とデバイス」 電子情報通信学会編 コロナ社 2020
- 「大学イノベーション創出論 東工大発」 日経BPコンサルティング 2020
- 「科学で未来を創造する大学へ Team東工大、2374日の挑戦」 ダイヤモンド社 2024